# Basso-cantante
In musica, il termine basso cantante designa una delle diverse tipologie della voce di basso.
È la categoria nella quale rientra gran parte delle voci e dei ruoli di basso, caratterizzata da un fraseggio legato, oltre che da un timbro meno scuro e da una tessitura più acuta rispetto al basso profondo.
È ben rappresentato da alcune opere di Bellini come La sonnambula, Norma e I puritani, ma anche da alcune opere di Donizetti come l'Anna Bolena e la Lucia di Lammermoor, di Verdi e di autori del XVIII secolo come Gluck.
La sua linea di canto si muove in una tessitura più acuta rispetto a quella del basso profondo ma il suo timbro mantiene l'irrinunciabile colore scuro proprio della voce di basso. Il basso cantante necessita della piena efficienza dell'estensione tipica da Fa grave a Fa acuto, che può facilmente superare. Nel corso della storia dell'opera, questa definizione ha abbracciato tipologie molto diverse: si va dai ruoli d'agilità rossiniani (ad esempio il Podestà ne La gazza ladra o Alidoro ne La Cenerentola), ai ruoli lirici del teatro francese (Don Quichotte nell'opera omonima di Jules Massenet), fino a quelli drammatici, sia pure con importanti momenti di cantabilità, dell'opera verdiana (Filippo II nel Don Carlos e molti altri). 

## Esempi di ruoli per basso cantante
- Vincenzo Bellini
  - La sonnambula (Conte Rodolfo)
  - Norma (Oroveso)
  - I puritani (Sir Giorgio)
- Gaetano Donizetti
  - Anna Bolena (Enrico VIII)
  - Lucia di Lammermoor (Raimondo Bidebent)
- Giuseppe Verdi
  - Macbeth (Banco)
  - Simon Boccanegra (Fiesco)
  - Nabucco (Zaccaria)
  - Luisa Miller (Conte Walter)
  - Ernani (Silva)
  - Il trovatore (Ferrando)
  - Don Carlos (Filippo II)
- Giacomo Puccini
  - La bohème (Colline)
  - Tosca (Cesare Angelotti)